# Chasmina zonata
Chasmina zonata là một loài bướm đêm trong họ Noctuidae.